# Phrygionis argyrosticta
Phrygionis argyrosticta är en fjärilsart som beskrevs av George Francis Hampson 1904. Phrygionis argyrosticta ingår i släktet Phrygionis och familjen mätare. Inga underarter finns listade i Catalogue of Life.